# ミック・グゾウスキー
ミック・グゾウスキー (Mick Guzauski、別名 "Mic Guzauski"、"Mick 'Mix Maestro' Guzauski") は、アメリカ合衆国のマルチ・プラチナム・ミキシング・エンジニアおよびサウンド・エンジニアである。
ジャズやR&B、ラテン、ロック、ポップス、イージーリスニングなど、手がける音楽スタイルは幅広い。これまでにタリアのアルバム『アラサンド』と、アレハンドロ・サンスのアルバム『ノ・エス・ロ・ミスモ』で、それぞれ2002年と2004年にラテン・グラミー賞を獲得。また2006年にはエリック・クラプトンのアルバム『バック・ホーム』でグラミー賞ベスト・エンジニア（ノンクラシック）を獲得した。2001年にはミックスを手がけた27枚のシングルで1位を獲得している。

## 生い立ち
ニューヨーク州ロチェスターで育った。地元に商業スタジオがなかったため、高校生になると自宅の地下室に借り物や自作の機材で自前のスタジオを組み上げた。その後スティーヴ・ガッド、トニー・レヴィンとのエンジニアの仕事を経て、イーストマン音楽学校の生徒や、後にフォリナーで成功を収めるルー・グラムとも仕事をした。

## 経歴
当時ロチェスターで有望だったチャック・マンジョーネと出会い、彼のレコーディングやライブ・サウンドのミキシングを務めるようになる。1975年にマンジョーネがA&Mレコードと契約する際、マンジョーネはニュー・アルバムでの45人編成のオーケストラとリズム体、ソリストのレコーディングのため、ミック・グゾウスキーをA&Mスタジオのあるロサンゼルスに同行させるよう要望した。その後グゾウスキーは数年に渡ってマンジョーネの作品にエンジニアとして参加した。

### 1980年代
1980年代前半にコンプレックス・スタジオ（後のジョージ・マッセンバーグ・スタジオ）でモーリス・ホワイトやアース・ウィンド・アンド・ファイアーと仕事をし、1980年代の半ばにはロサンゼルスのコンウェイ・スタジオを拠点にバート・バカラックやディオンヌ・ワーウィック、Mr.ミスター、マドンナ、トーキング・ヘッズ、ジョニー・マティス、ヘンリー・マンシーニ、パティ・ラベル、スタンリー・クラーク、ジョージ・デューク、クインシー・ジョーンズ、マイケル・ボルトン、ケニー・G、シェールなどのエンジニアリングやミキシングに携わった。

### 1990年代
1991年にウォルター・アファナシエフからマイケル・ボルトンの作品のミキシングを依頼され、それ以来、2人の作品には現在も参加している。その後マライア・キャリーのミキシングのためアファナシエフと契約。グゾウスキーのミキシングを気に入ったソニーの当時のCEO・トミー・モトーラの依頼を受け、ニューヨークのソニー・スタジオに移ったグゾウスキーは、モトーラとともにソニーやマライア・キャリーのホーム・スタジオで、女性ボーカリストのバラード曲をメインにミキシングを手がけた。その他にもデイヴィッド・フォスターやベイビーフェイス、ボーイズIIメン、オール・4・ワンなどのプロジェクトでミキシングを手がけた。
2001年にはマイケル・ジャクソンの『スリラー』の5.1チャンネルサラウンドへのリミックスや、他のマイケル・ジャクソンのアルバムのSuper Audio CDフォーマット化の依頼を受け、試行錯誤を繰り返したものの、アーティストの要求には届かなかった。

### 現在
現在は、ニューヨークはマウント・キスコの約40坪の自宅の地下に設けたプライベート・スタジオ、バーキング・ドクター・レコーディングを活動の拠点にしている。スタジオには2つのコントロール・ルームと、小さなトラッキング/オーバーダブ・ルームがある。スタジオAはソニー社製Oxford OXF-R3デジタルミキシング・コンソールとPro Tools HDX 3を中心に組まれており、96チャンネルの入出力に対応している。スタジオBはYamaha DM2000を中心にEventide SP2016（主にロング・リバーブをボーカルやバラード曲で使用）やManley Laboratories、GML社製パラメトリックイコライザー、AMS RMX-16デジタルリバーブ、EMT社製プレートリバーブ、ソニー社製3348HRマルチトラック・レコーダーといったアウトボードエフェクターで構成されている。また、製作環境がDAWを中心としたもののため、各エフェクターをモデリングしたプラグインをもっぱら使用する。
バーキング・ドクター・レコーディングではこれまでブライアン・マックナイトやマイケル・ジャクソン、リアン・ライムス、エリック・クラプトン、ザ・コアーズ、B.B.キング、ブランディ、マーク・アンソニー、ジェニファー・ロペス、モニカ・ナランホ、マイケル・マクドナルド、マライア・キャリーなどのプロジェクトでミックスを手がけてきた。現在はララ・ファビアンやジェシカ・シンプソン、ズッケロ、ワン・リーホン、マイケル・ボルトン、ダフト・パンクらのプロジェクトを手がけている。

## エミー賞ノミネート
エリック・クラプトンの「Great Performances; Eric Clapton Crossroads Guitar Festival」（1972年）で、エリオット・シャイナー、ニール・ドーフスマンと共に2005年のエミー賞（ヴァラエティ/音楽/スペシャル/アニメーション番組部門の音響賞）にノミネートされている。

## ディスコグラフィ（抜粋）
(E = engineer; M = mixer)
- ヨランダ・アダムズ: Mountain High...Valley Low (1999, M)
- アフター・セブン: Reflections (1995, M)
- クリスティーナ・アギレラ: Mi Reflejo (2000, M), I Turn to You (2000, E/M), Christina Aguilera (1999, M)
- アナスタシア: Pieces of a Dream (2005, M)
- マーク・アンソニー: Mended (2002, M), You Sang to Me (2000, M)
- ティナ・アリーナ: Souvenirs (M), In Deep (1997, M)
- ベイビーフェイス: Everytime I Close My Eyes (1996, M), The Day (1996, M)
- バックストリート・ボーイズ: Millennium (1999, M)
- ビージーズ: Love Songs (2005, M), Still Waters (1997, M)
- マイケル・ボルトン: 'Til the End of Forever (2005, M), Timeless: The Classics Vol. 2 (1999, M), All That Matters (1997, M), The One Thing (1993, M), Time, Love & Tenderness (1991,M)
- ボーイズIIメン: Ballad Collection (2000, M), Extras (1999, M), II (1994, M)
- ブランディ: Never Say Never (1998, M)
- トニー・ブラクストン: Un-Break My Heart: The Remix Collection (2005, M), Secrets (1996, M)
- ジム・ブリックマン: Valentine (2002, M), Destiny (1999, M), Visions of Love (1998, M), Picture This (1997, M), Gift (1997, M)
- サラ・ブライトマン: Harem (2003, M)
- マライア・キャリー: Merry Christmas DualDisc (2005, M), Charmbracelet (2002, M), #1s (1998, E/M), Butterfly (1997, M)
- レイ・チャールズ: Thanks for Bringing Love Around Again (2002, E)
- シェール: Chronicles (2005, M), Heart of Stone (1989, E)
- エリック・クラプトン: Back Home (2005, M), Me and Mr. Johnson (2004, M), One More Car, One More Rider (2002, M), Reptile (2001, M), Riding With the King (2002, M), Pilgrim (1999, M)
- スタンリー・クラーク: If This Bass Could Only Talk (1988, M), Hideaway (1986, M)
- ナタリー・コール: Snowfall on the Sahara (1999, M), Everlasting (1987, E/M)
- アース・ウィンド・アンド・ファイアー: Love Songs (2004, E), Essential Earth, Wind & Fire (2002, E), Millennium (1993, M), Powerlight (1983, E/M)
- ウォーレン・ヒル: Life Thru Rose Colored Glasses (1998, M), Shelter (1997, M), Truth (1994, M), Devotion (1993, E/M)
- パティ・ラベル: Flame (1997, M), Burnin' (1991, M), Be Yourself (1989, E/M), Winner in You (1996, E)
- ジェニファー・ロペス: Jenny from the Block (2002, M), I'm Gonna Be Alright/Alive (2002, M), On the 6 (1999, Remixing/M)
- チャック・マンジョーネ: Fun and Games (1979, E), Children of Sanchez (E/M/editing), Feels So Good (1997, E), Chase the Clouds Away (1975, E)
- ブライアン・マックナイト: U Turn (2003, M), Superhero & More (2002, M), Superhero (2001, M), Anytime (1997, M)
- ラウラ・パウジーニ: From the Inside (2002, M)
- プリンス: Best of Prince (2006, E/remixing), Hits 2 (1993, E), Hits 1 (1993, remixing), Controversy (1981, E)
- リターン・トゥ・フォーエヴァー: The Anthology (2008, remixing, M)
- リアン・ライムス: You Light Up My Life: Inspirational Songs (1997, M)
- スモーキー・ロビンソン: One Heartbeat (1997, M), Intimate (1999, M)
- ジェシカ・シンプソン: Sweet Kisses (1999, M), Irresistible (2001, M)
- ブリトニー・スピアーズ: イン・ザ・ゾーン (2003, M)
- バーブラ・ストライサンド: Emotion (1984, E), Till I Loved You (1988, E/M), Higher Ground (1997, M), Duets (2002, M)
- トーキング・ヘッズ: True Stories (1986, mixing assistant), Best of Talking Heads: Once in a Lifetime (1992, M), Talking Heads Brick DualDisc (2005, M), True Stories DualDisc (2006, M)
- ヴァネッサ・ウィリアムス: Sweetest Days (1995, M), Star Bright (1996, M), Next (1997, E/M), Greatest Hits: The First Ten Years (1998, M)
- イエロージャケッツ: Live Wires (1991, E/M), Like a River (1992, E/M), Run for Your Life (1993, E), Collection (1995, E/M), Priceless Jazz (1998, E)
- TM NETWORK: humansystem (1987, M)
- trf: dAnce to positive (1995, M)
- 華原朋美: storytelling (1997, M)

## フィルモグラフィ
- ファースト・ボーン （1984年）（ミュージック・ミキサー）
- Asterix and the Big Fight, 別題 "Astérix et le coup du menhir" （1989年）（ミュージック・ミキサー）
- ハード・トゥ・キル （1990年）, スティーヴン・セガール主演 （ミュージック・スコア・ミキシング）
- ラブ・ハーツ （1991年）, ジェフ・ダニエルズ主演 （ミュージック・レコーディング・エンジニア）
- アウト・フォー・ジャスティス （1991年）, スティーヴン・セガール主演 （ミュージック・ミキサー、ミュージック・レコーディスト）
- ダイアリー・オブ・ア・ヒットマン （1991年）, フォレスト・ウィテカー主演 （ミュージック・ミキサー）)
- エリック・クラプトン: ライブ・イン・ハイド・パーク （1997年; TV）（5.1 サラウンド・ミキサー）
- ハウ・ステラ・ゴット・ハー・グルーブ・バック （1998年）, アンジェラ・バセット主演 （ミュージック・ミキサー; ミュージック・レコーディスト）
- マーク・アンソニー: ザ・コンサート・フロム・マディソン・スクエア・ガーデン （2000年; TV）（サウンド・ミキサー）
- エリック・クラプトン: ワン・モア・カー、ワン・モア・ライダー〜ベスト・ライヴ - Live on Tour 2001 （2002年; V）（5.1 サラウンド・ミキサー）
- エリック・クラプトン: Sessions for Robert J （2004年; V）（サウンド・ミキサー）
- "Great Performances"
  - エリック・クラプトン クロスロード・ギター・フェスティバル （2004年; TV episode）（サウンド・ミキサー）
  - クリーム 再結成公演 （2005年; TV episode）（サウンド・ミキサー）